# Augustin-Joseph Sépinski
Augustin-Joseph Antoine Sépinski OFM (* 26. Juli 1900 in Saint-Julien-lès-Metz, Frankreich; † 31. Dezember 1978) war ein römisch-katholischer Erzbischof und Diplomat des Heiligen Stuhls.

## Leben
Augustin-Joseph Sépinski trat der Ordensgemeinschaft der Franziskaner bei und empfing am 20. Dezember 1924 das Sakrament der Priesterweihe. Von 1952 bis 1965 war Sépinski Generalminister der Franziskaner.
Am 2. Oktober 1965 ernannte ihn Papst Paul VI. zum Titularerzbischof von Assuras und bestellte ihn zum Apostolischen Delegaten in Jerusalem und Palästina. Kardinalstaatssekretär Amleto Giovanni Cicognani spendete ihm am 21. November desselben Jahres die Bischofsweihe; Mitkonsekratoren waren der lateinische Patriarch von Jerusalem, Alberto Gori OFM, und der Bischof von Metz, Paul Joseph Schmitt. Paul VI. ernannte ihn am 5. Mai 1969 zum Apostolischen Nuntius in Uruguay.
Am 29. Juli 1975 nahm Paul VI. das von Augustin-Joseph Sépinski aus Altersgründen vorgebrachte Rücktrittsgesuch an. 